# Asthenochloa
Asthenochloa is een geslacht uit de grassenfamilie (Poaceae). De soorten van dit geslacht komen voor in delen van Zuidoost-Azië.

## Soorten
Van het geslacht zijn de volgende soorten bekend: 
- Asthenochloa tenera